# یوجی‌سی ۱۴۳۲
یوجی‌سی ۱۴۳۲ یک کهکشان است.